# Anton Fischhaber
Anton "Toni" Fischhaber, né le 12 octobre 1940 à Bad Tölz (Bavière) et mort le 12 mars 2022 à Penzberg, est un ancien pilote automobile de courses de côte et sur circuits allemand.

## Biographie
Sa carrière en sports mécaniques s'étale de 1960 (sur BMW 700) à 1988, sur circuits et en courses de montagne, où, en championnat d'Europe de 1963 à 1987, après des monoplaces de type Lotus conduites entre 1963 et 1965, ses voitures furent par la suite successivement en Grand Tourisme des Porsche, Alfa Romeo, et autres BMW 325i et M3 en toute fin de carrière.
Il devint pilote d'usine pour Porsche dans le courant des années 1960, notamment aux 24 Heures du Mans. Il établit un record de 19 apparitions dans les 1 000 km du Nürburgring, entre 1962 et 1983, son meilleur résultat étant une 4e place au classement général en 1982 avec Mario Ketterer et Eckhard Schimpf, au volant d'une BMW 320i. Durant l'édition 1978 de la course, il conduisit entièrement seul et termina 10e, son coéquipier Roman Feitler étant tombé malade peu avant le départ.
En partir de 1989, il fut agent immobilier et fonctionnaire pour la EC bad Tölz.

## Palmarès

### Titres
- Quadruple Champion d'Europe de la montagne de catégorie Touring Car, en 1967 (Porsche 911S), 1972 (911S Gr.2), 1974 (911 Carrera Gr.2) et 1977 (911 Carrera RS Gr. 3);
- Trophée FIA, en 1972 (911S Gr.2), 1974 (911 Carrera Gr.2), 1977 (911 Carrera RS Gr. 3) et 1986 (BMW 325i);
- Champion d'Allemagne de la montagne de catégorie Touring Car, en 1962 (BMW, ex-æquo avec K.H.Panowitz, Horst Floth et Alfred Kling).

### Victoires sur circuits
Courses de Grand Tourisme:
- Au Norisring, en 1961 sur Alfa Romeo Giulietta SZ;
- Le DARM GT 1.3 de Neubiberg, en 1962 sur Alfa Romeo (championnat d'Allemagne des circuits Grand Tourisme);
- Le Prix du Tyrol: 1963 et 1964 sur Lotus 23, puis 1967 sur Porsche 911 S.

### Résultats aux 24 Heures du Mans
- 5e en 1965 et vainqueur de classe, avec Gerhard Koch sur Porsche 904/4 GTS 2.0 (team officiel Porsche System Engineering;
  - Abandon en 1967 (avec le français Jacques Dewes sur Porsche 911 privée de ce dernier).

## Source de la traduction
- (de) Cet article est partiellement ou en totalité issu de l’article de Wikipédia en allemand intitulé « Anton Fischhaber » (voir la liste des auteurs).